# Szürke róka
A szürke róka (Urocyon) az emlősök (Mammalia) osztályának a ragadozók (Carnivora) rendjébe, ezen belül a kutyafélék (Canidae) családjába tartozó nem.

## Megjelenésük
A szürke rókák súlya általában 1,8–7 kg. A szigeti szürkeróka (Urocyon littoralis) fej-testhossza 48–50 cm, a szürkerókáé (Urocyon cinereoargenteus) 48–68,5 cm. A szürkerókánál legalább 30%-kal kisebb szigeti szürkerókáknak általában kevesebb farokcsigolyájuk van (szigeti szürkeróka: 15–22, szürkeróka: 21–22). Az arcuk, a fejtetőjük, a hátuk és oldalaik, valamint a farkuk nagy része szürke. Torkuk, a lábaik belső és a test alsó része fehér, a nyakuk oldala, a fülek és a farok alsó része rozsdavörös. Szőrzetük durva, a hát közepén és a farok végén fekete színű, és egy fekete sörényre hasonlít.

## Elterjedésük, fejlődésük
A szürkeróka Oregontól és Kanada délkeleti részétől Venezuela nyugati részéig terjedt el. A kisebb szigeti szürkeróka a Channel-szigeteken honos. Úgy tartják, hogy a szürkerókák eredetileg 24 ezer évvel ezelőtt érkeztek az egyik északi szigetre, és a pleisztocénben, körülbelül 16 000 évvel ezelőtt telepedtek meg a három északi szigeten. A 9500-11500 évvel ezelőtti tengerszint-emelkedéssel a szigetek elváltak egymástól, és körülbelül 4000 évvel ezelőtt valószínűleg amerikai őslakosokkal együtt a szürkerókák megérkeztek a déli szigetekre is.

## Élőhelyük, életmódjuk
A szürkeróka erdős területeken és bozótosokban él, gyakran hegyvidéki terepen. Az odút saját maga ássa ki, vagy más állatoktól veszi át, üreges fákban az odú akár 9 m-re is lehet a talajtól. Többnyire alkonyatkor és éjszaka, a szigeti szürkeróka nappal is aktív. A szürke rókák kis gerincesekkel, rovarokkal és növényekkel táplálkoznak. A növényi étrendjük főleg gyümölcsökből és gabonákból áll, a szürke rókák gyakrabban esznek más rókáknál.

## Rendszerezés
A szürke rókákat általában külön nembe sorolják, de 1976-ban a Vulpes nembe, 1978-ban pedig a Canis nembe is sorolták őket. Az Isla Tiburónon a szürkerókáénak tulajdonított populáció talán különálló faj lehet.
A nembe az alábbi 2 élő faj és 5 fosszilis faj tartozik:
- szürkeróka (Urocyon cinereoargenteus)
- szigeti szürkeróka (Urocyon littoralis)
- †Urocyon progressus
- †Urocyon citrinus
- †Urocyon galushai
- †Urocyon minicephalus
- †Urocyon webbi

Egyes tudós szerint még 1-2 másik faj is ide tartozik.

### Evolúció
A szigeti szürkerókát gyakran a szürkerókával azonos fajnak tekintik, de számos közelmúltbeli tanulmány kimutatta, hogy különböző fajokról van szó. Habár a klasszikus rendszertanban a szürke rókákat általában a rókák (Vulpini) nemzetségébe sorolják, a morfológiai és molekuláris-biológiai adatok alapján az összes többi kutyaféle testvércsoportjának számítanak. A szürke rókák őseinek elválása az összes többi kutyafélétől valószínűleg körülbelül 16,5 millió évvel ezelőtt történt, de a ma ismert két faj csak körülbelül egymillió éve vált el egymástól.

## Érdekesség
A kutya rokonságából egyedül a szürke róka tud fára mászni. Így ha ellenségei fenyegetik, felmászik egy magas fára. Sőt, az ágak között alszik és ott is kutatja fel zsákmányát.